# Nenad Bakić
Nenad Bakić (Sisak, 12. prosinca 1966.) hrvatski je poduzetnik i ulagač, po struci matematičar.

## Životopis
Rođen je u Sisku 12. prosinca 1966. Diplomirao je matematiku na Prirodoslovno-matematičkom fakultetu u Zagrebu, na kojemu je i radio kao asistent, prije nego što je postao poduzetnik. 

## Poduzetnička karijera
Osnovao je svoju prvu tvrtku "Tau", za analizu financijskih tržišta 1996. godine. U razdoblju od 1997. do 2001. godine bio je na raznim dužnostima u ulagačkome bankarstvu i upravljanju financijskom imovinom. Radio je kao šef analize za tržište kapitala u Zagrebačkoj banki. Njegov projekt bio je A-Z fond. Postao je prvi certificirani financijski analitičar (CFA) u Hrvatskoj. 
Nakon karijere u financijama osnovao je više tvrtki iz područja novih medija i ljudskih resursa. S Davorinom Ruševljanom pokrenuo je mrežni portal "Moj posao" 2000. godine, koji je postao vodeća hrvatska tvrtka za spajanje poslodavaca i nezaposlenih. Uz „Moj posao” pokrenuo je i internetske portale "KupiProdaj", "4kotača" i "CentarNekretnina". Također je osnovao tvrtke "Selectio" i "Electus", koje se bave potragom za kadrovima u masovnom segmentu i privremenim zapošljavanjem. Portal "Moj posao" prodao je britanskoj medijskoj grupaciji „Daily Mail and General Trust Group” (DMGT) 2007. godine.

#### Varteks
Godine 2014. postao je vlasnik više od 15 % dionica Varteksa, zatim je 2018. dokapitalizirao tvrtku s oko 20 milijuna kuna, a godinu kasnije postao je predsjednik Uprave Varteksa. Bio je najveći pojedinačni dioničar Varteksa u kojem je držao 46,69 % dionica, koje je gotovo potpuno prodao 2023. godine.

## Obrazovni programi
Sa suprugom Rujanom osnovao je Institut za razvoj i inovativnost mladih (IRIM), za omogućavanje pristupa suvremenim tehnologijama koje se danas koriste u obrazovanju. Njegovim angažmanom više od 50 000 djece u Hrvatskoj dobilo je priliku susresti se sa suvremenim tehnologijama preko računala BBC:microbit. O tome je snimljen dokumentarni film, koji je napravljen u sklopu serijala "Mistika uspjeha" na HRT-u 2018. godine. Riječ je o najvećem izvankurikulskom STEM-programu u Europskoj uniji s aktivnostima iz robotike, automatike, programiranja i tehnologije za djecu, ponajviše osnovnoškolskog uzrasta, zbog čega je dobio nagradu Hrvatske gospodarske komore "Zlatna kuna" kao priznanje za promicanje gospodarstva 2018., a Financial Times uvrstio ga je u Top 100 digitalnih prvaka Europe.

## Pandemija COVID-19
Uz biokemičara Gordana Lauca, bio je jedan od javnih protivnika pojedinih javnozdravstvenih mjera za pošasti COVID-a 19. Protivio se cijepljenju djece i zdravih protiv COVID-a 19. Tvrdi da je razvio epidemiološke modele koje je navodno koristio i Stožer civilne zaštite, no sami modeli nisu dostupni javnosti.

#### Reakcije
U siječnju 2023. godine Hrvatska liječnička komora podnijela je kaznenu prijavu protiv njega radi „kontinuiranog iznošenja netočnih tvrdnji”. Isti mjesec Hrvatska udruga bolničkih liječnika proziva Nenada Bakića i Gordana Lauca da su naštetili zdravlju hrvatskih građana „manipulativnim tumačenjima i nestručnim izjavama”.